# شوي هونج هي
شوي هونج هي 최홍희 ; 崔泓熙) Choi Hong Hi) أو الجنرال شوي (ولد في 9 نوفمبر 1918 وتوفي في 15 يونيو 2002) هو مؤسس التايكوندو في العصر الحديث  لقدم هذه الرياضة منذ أكثر من 2000 سنة و الإتحاد الدولي للتايكوندو. كما كان جنرالا سابقاً في كوريا الجنوبية خلال فترة الحرب إلى حدود سنة 1954.